# Diagramme de McCabe-Thiele

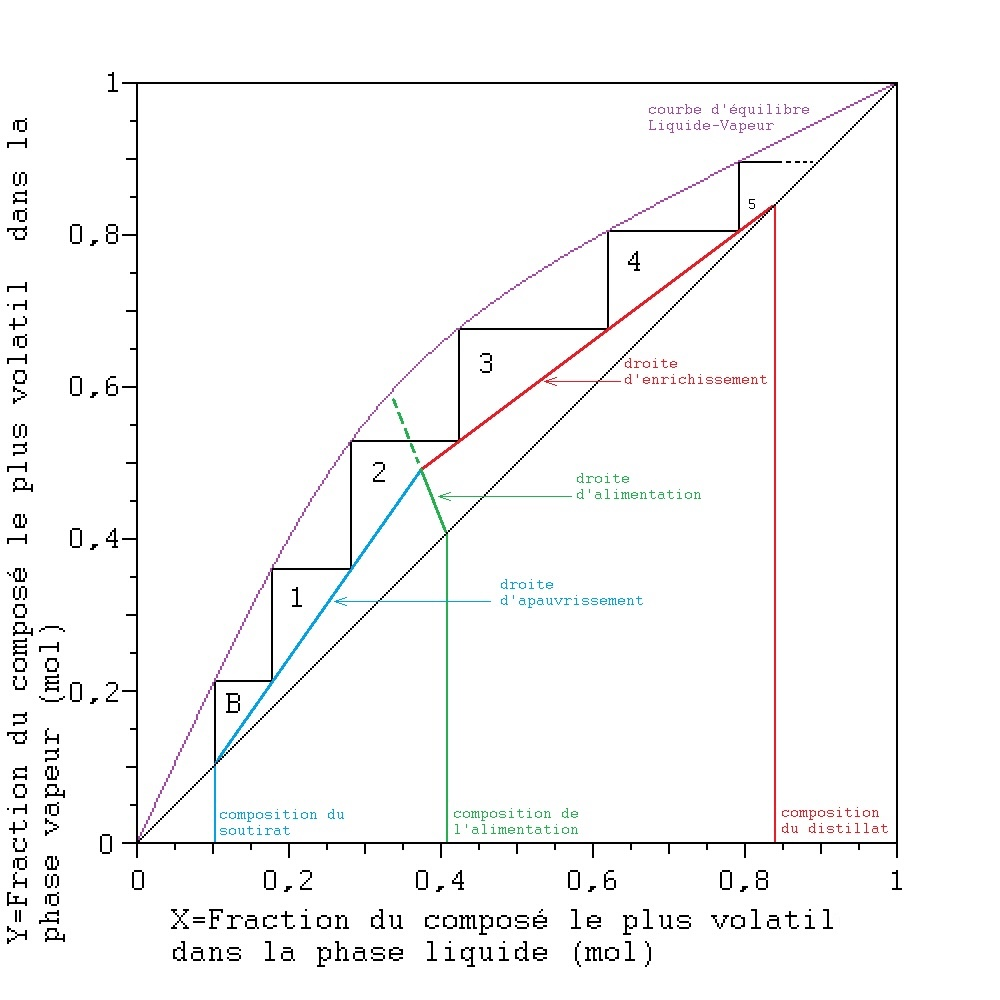
Diagramme de McCabe-Thiele

Le diagramme de McCabe-Thiele est une des méthodes pour l'analyse d'un mélange de deux composés lors d'une distillation fractionnée.
Elle repose sur le fait que la composition à chaque plateau théorique (ou stade d'équilibre) est déterminée par la fraction molaire de l'un des deux composants, et sur l'hypothèse que les flux molaires de la phase liquide et vapeur dans la zone d'enrichissement, ainsi que les flux molaires de la phase liquide et vapeur dans la zone d'appauvrissement, sont constants. Cette hypothèse est vérifiée si les deux corps ont des chaleurs de vaporisation voisines, si les pertes calorifiques sont négligeables et si la colonne est en régime permanent.
Ce diagramme a pour but de donner le nombre équivalent de plateaux théoriques (NEPT) de la distillation, la hauteur équivalente d'un plateau théorique (HEPT) ainsi que les conditions nécessaires pour une bonne séparation des deux composés.

## Construction
Avant de construire le diagramme de McCabe-Thiele pour la distillation d'un mélange binaire, les données de l’Équilibre Liquide-Vapeur (ELV) du mélange sont nécessaires pour tracer la courbe d'équilibre.
Il faut tout d'abord tracer l'axe des abscisses et l'axe des ordonnées, qui doivent avoir la même échelle. L'axe des abscisses correspond à la fraction molaire du composé le plus volatil dans la phase liquide et l'axe des ordonnées correspond à la fraction molaire du composé le plus volatil dans la phase vapeur. Ensuite, il faut tracer la droite y = x, ainsi que la courbe d’équilibre liquide-vapeur du composé le plus volatil en utilisant les données ELV préalablement recherchées. Pour finir, il est nécessaire de tracer la droite opératoire sur la zone d'enrichissement, la droite opératoire sur la zone d'appauvrissement ainsi que la droite d'alimentation. Pour cela, un bilan matière sur ces zones est réalisé, comme détaillé ci-dessous.

## Droite opératoire de la zone d'enrichissement (DOZE)

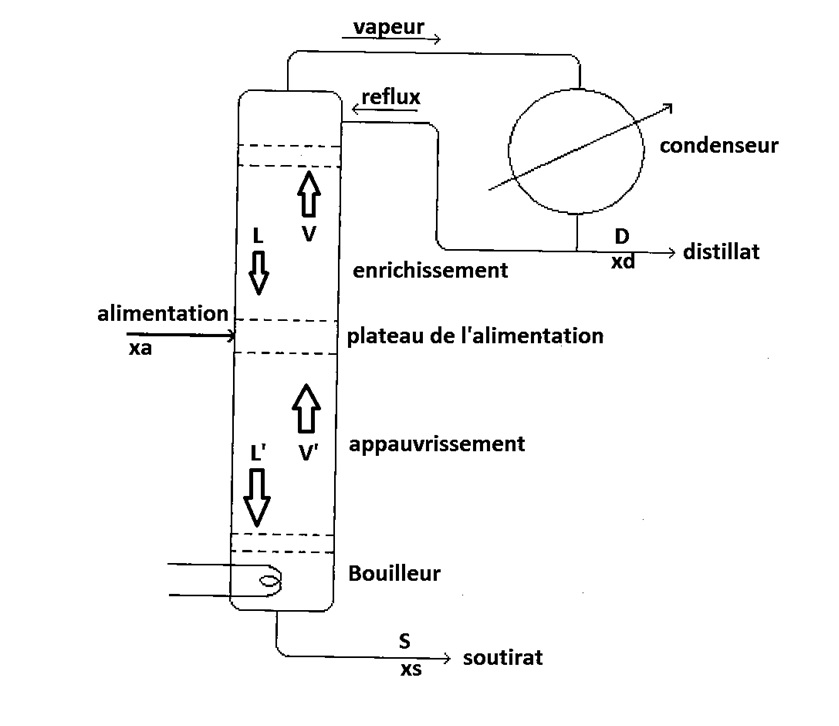
Schéma général : rectification

Pour plus de clarification, on note :
- xd : fraction molaire du composé le plus volatil dans le distillat,
- D : débit molaire de distillat,
- L : débit molaire de liquide dans la zone d'enrichissement,
- V : débit molaire de vapeur dans la zone d'enrichissement,
- n : numéro de plateau, qui augmente de bas en haut,
- xn : composition du liquide d'un plateau n quelconque,
- yn+1 : composition de la vapeur arrivant au plateau n+1, juste au-dessus du plateau n.

Par définition, le taux de reflux est {\displaystyle R={\frac {L}{D}}}.
D’après un bilan global, on a :
{\displaystyle V=L+D}
Sur le plus volatil, on a :
{\displaystyle y_{n+1}V=x_{n}L+x_{d}D}
{\displaystyle \Leftrightarrow y_{n+1}=x_{n}{\frac {L}{V}}+x_{d}{\frac {D}{V}}}
Il faut maintenant exprimer {\displaystyle {\frac {L}{V}}}  et {\displaystyle {\frac {D}{V}}} en fonction de R :
- {\displaystyle {\frac {V}{L}}=\left({\frac {L+D}{L}}\right)=1+{\frac {1}{R}}=\left({\frac {R+1}{R}}\right)}, soit {\displaystyle {\frac {L}{V}}=\left({\frac {R}{R+1}}\right)}
- {\displaystyle {\frac {V}{D}}=\left({\frac {L+D}{D}}\right)={\frac {L}{D}}+1=R+1}, soit {\displaystyle {\frac {D}{V}}=\left({\frac {1}{R+1}}\right)}

D'où l'équation de la DOZE :
{\displaystyle y_{n+1}=\left({\frac {R}{R+1}}\right)x_{n}+\left({\frac {1}{R+1}}\right)x_{d}}
Cette droite fait correspondre la composition des phases liquides et vapeurs qui se croisent entre les plateaux n et n+1. Pour la tracer, on prend deux points particuliers :
- {\displaystyle x_{n}=x_{d}}
- {\displaystyle x_{n}=0}

On obtient donc :
{\displaystyle y(x_{d})=\left({\frac {R}{R+1}}\right)x_{d}+\left({\frac {1}{R+1}}\right)x_{d}=x_{d}}
et :
{\displaystyle y(0)=\left({\frac {x_{d}}{R+1}}\right)}
On peut donc tracer la DOZE de pente {\displaystyle \left({\frac {R}{R+1}}\right)} passant par le point {\displaystyle (x_{d};x_{d})} ainsi que par le point {\displaystyle (0;{\frac {x_{d}}{R+1}})}.

## Droite opératoire sur la zone d'appauvrissement (DOZA)
On note :
- L' : débit de liquide en molaire dans la zone d'appauvrissement,
- V' : débit de vapeur en molaire dans la zone d’appauvrissement,
- xs : fraction molaire du composé le plus volatil dans le soutirat,
- S : débit du soutirat en molaire,
- n : numéro de plateau, qui augmente de bas en haut,
- xn : composition du liquide d'un plateau quelconque n,
- yn+1 : composition de la vapeur arrivant au plateau n+1, juste au-dessus du plateau n.

Par définition, le taux de rebouillage est {\displaystyle R_{b}={\frac {V'}{S}}}.
D'après un bilan global, on a :
{\displaystyle L'=V'+S}
Sur le plus volatil, on a :
{\displaystyle L'x_{n}=V'y_{n+1}+Sx_{s}}
{\displaystyle \Leftrightarrow y_{n+1}={\frac {L'}{V'}}x_{n}-{\frac {S}{V'}}x_{s}}
Il faut exprimer {\displaystyle {\frac {L'}{V'}}} et {\displaystyle {\frac {S}{V'}}}en fonction de Rb :
- {\displaystyle R_{b}={\frac {V'}{S}}\Leftrightarrow {\frac {S}{V'}}={\frac {1}{R}}_{b}}
- {\displaystyle L'=V'+S\Leftrightarrow S=L'-V'}, d'où {\displaystyle {\frac {1}{R}}_{b}={\frac {L'-V'}{V'}}={\frac {L'}{V'}}-1} donc {\displaystyle {\frac {L'}{V'}}={\frac {1}{R_{b}+1}}={\frac {R_{b}+1}{R_{b}}}}

D'où une autre expression de l'équation de la DOZA :
{\displaystyle y_{n+1}={\frac {R_{b}+1}{R_{b}}}x_{n}-{\frac {1}{R}}_{b}x_{s}}
Cette droite fait correspondre les compositions des phases liquide et vapeur qui se croisent entre deux plateaux. Pour la tracer, on prend deux points particuliers :
- {\displaystyle x_{n}=x_{s}} ;
- intersection entre la DOZE et la DA.

On obtient donc :
{\displaystyle y(x_{s})={\frac {R_{b}+1}{R_{b}}}x_{s}-{\frac {1}{R}}_{b}=x_{s}}.
On peut donc tracer la DOZA de pente {\displaystyle {\frac {R_{b}+1}{R_{b}}}} et passant par le point {\displaystyle (x_{s};x_{s})}.

## Droite opératoire sur l'alimentation (DA)
On effectue quatre bilans successifs : sur le préchauffage, sur le plateau de l'alimentation, sur les zones d'enrichissement et d'appauvrissement et sur l'alimentation.

### Bilan sur le préchauffage
Pour plus de clarification, on note :
- A : débit de l'alimentation,
- xA : fraction molaire du composé le plus volatil dans l'alimentation,
- VA : débit de vapeur en molaire de l'alimentation,
- LA : débit de liquide en molaire de l'alimentation,
- yVA : composition de la phase vapeur à la température de l'alimentation,
- xLA : composition de la phase liquide à la température de l'alimentation.

Le bilan global donne :
{\displaystyle A=V_{A}+L_{A}}.
Sur le plus volatil, on a :
{\displaystyle Ax_{A}=V_{A}y_{VA}+L_{A}x_{LA}}.
A et xA sont connus, xLA et yVA sont à déterminer à partir du diagramme isobare ou par un tableau de données, et VA et LA sont inconnues et sont à déterminer avec les deux équations.

### Bilan sur le plateau de l'alimentation
On effectue deux bilans : un sur le débit de vapeur et un sur le débit de liquide. Concernant le bilan vapeur, on a :
{\displaystyle V=V_{A}+V'}
{\displaystyle \Leftrightarrow V_{A}=V-V'}
Pour le bilan liquide, on a :
{\displaystyle L'=L+L_{A}}
{\displaystyle \Leftrightarrow L_{A}=L'-L}

### Bilan sur les zones d'enrichissement et d'appauvrissement
Pour la zone d'enrichissement, on a :
{\displaystyle Vy=Lx+Dx_{d}}
Pour la zone d'appauvrissement, on a :
{\displaystyle L'x=V'y+Sx_{s}}
On somme les deux équations :
{\displaystyle Vy+L'x=Lx+V'y+Dx_{d}+Sx_{s}}
Or, d'après le bilan global sur l'ensemble de l'alimentation, on a :
{\displaystyle Dx_{d}+Sx_{s}=Ax_{A}}
Finalement, on obtient :
{\displaystyle Vy+L'x=Lx+V'y+Ax_{a}}

### Bilan sur l'alimentation
D'après l'équation précédente, on a :
{\displaystyle Vy+L'x=Lx+V'y+Ax_{a}}
On peut déterminer l'équation de la droite d'alimentation, en effet, on a :
{\displaystyle y(V-V')=x(L-L')+Ax_{A}}
or :
{\displaystyle V-V'=V_{A}}
et :
{\displaystyle L-L'=-L_{A}}
Ainsi, on a :
{\displaystyle yV_{A}=-xL_{A}+Ax_{A}}
Donc l'équation de la droite d'alimentation est :
{\displaystyle y=-{\frac {L_{A}}{V_{A}}}x+{\frac {A}{V_{A}}}x_{A}}

### Expression de la droite d'alimentation en fonction de la fraction liquide d'alimentation
Par définition, la fraction liquide d'alimentation est {\displaystyle q={\frac {L_{A}}{A}}}.
On exprime tout d'abord {\displaystyle {\frac {L_{A}}{V_{A}}}} en fonction de {\displaystyle q} :
{\displaystyle A=L_{A}+V_{A}}
{\displaystyle \Leftrightarrow V_{A}=A-L_{A}}
{\displaystyle \Leftrightarrow {\frac {L_{A}}{V_{A}}}={\frac {L_{A}}{A-L_{A}}}}
En inversant, on a :
{\displaystyle {\frac {V_{A}}{L_{A}}}={\frac {A-L_{A}}{L_{A}}}={\frac {1-q}{q}}}
d'où :
{\displaystyle {\frac {L_{A}}{V_{A}}}={\frac {q}{1-q}}}
Puis on exprime {\displaystyle {\frac {A}{V_{A}}}} en fonction de {\displaystyle q} :
{\displaystyle A=L_{A}+V_{A}}
{\displaystyle \Leftrightarrow L_{A}=A-V_{A}}
et :
{\displaystyle q={\frac {L_{A}}{A}}={\frac {A-V_{A}}{A}}=1-{\frac {V_{A}}{A}}}
d'où :
{\displaystyle {\frac {V_{A}}{A}}=1-q\Leftrightarrow {\frac {A}{V_{A}}}={\frac {1}{1-q}}}
On peut donc exprimer l'équation de la droite d'alimentation en fonction de la fraction liquide de l'alimentation :
{\displaystyle y={\frac {q}{q-1}}x-{\frac {1}{q-1}}x_{A}}
Pour tracer la DA, on prend deux points particuliers : le point {\displaystyle (x_{LA};y_{VA})} (composition des phases L et V à la température d'alimentation) et le point quand {\displaystyle x=x_{A}}, qui donne {\displaystyle y(x_{A})={\frac {q}{q-1}}x_{A}-{\frac {1}{q-1}}x_{A}=x_{A}}.

## Méthode de Ponchon-Savarit
La méthode de Ponchon-Savarit est une méthode graphique qui permet de déterminer le nombre de plateaux théoriques d'une colonne de distillation. Elle repose à la fois sur des bilans de matière, comme la méthode de McCabe-Thiele, mais aussi sur des bilans énergétiques prenant en compte les enthalpies du liquide (isobare de rosée) et de la vapeur saturée (isobare d'ébullition). Le diagramme résultant est ainsi représenté en fonction des fractions x et y du mélange (en abscisse) et de l'enthalpie en ordonnée.
Considérons une colonne adiabatique et isobare avec des valeurs de reflux {\displaystyle R} et de composition en entrée {\displaystyle x_{F}} connue, ainsi qu'une valeur de pureté {\displaystyle x_{D}} connue. L'alimentation ({\displaystyle F}, pour Feed) est un mélange liquide-vapeur. Le diagramme de Ponchon-Savarit se présente sous cette forme  :

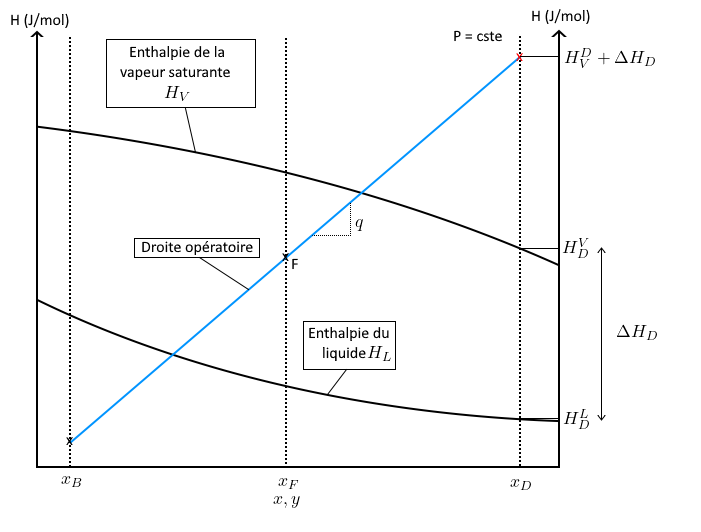
Diagramme de Ponchon-Savarit, sans étages théoriques, pour des valeurs d'alimentation, de distillat et de taux de reflux quelconques.

Pour obtenir ce schéma, des bilans thermiques peuvent être faits au niveau du bouilleur et du condenseur.

### Bilan sur le condenseur
Soit une colonne à {\displaystyle n} plateaux, de sorte que le couple {\displaystyle (L_{1},V_{n})} désigne les débits molaires de liquide et de vapeurs en tête de colonne et {\displaystyle (L_{n},V_{1})} désigne les débits molaires de liquide et de vapeurs en bas de colonne. On note {\displaystyle D} le débit molaire de distillat. Le condenseur est supposé total (toute la vapeur arrivant en tête de colonne est condensée). Nous pouvons écrire les bilans suivants : 
{\displaystyle {\begin{cases}V_{n}=L_{1}+D\\V_{n}y_{n}=L_{1}x_{1}+Dx_{D}\\V_{n}h_{n}^{V}=L_{1}H_{1}^{L}+DH_{D}^{L}+{\dot {Q}}_{C}\end{cases}}}
Avec : 
• {\displaystyle y_{n}} la fraction molaire du composé d'intérêt dans la phase vapeur en tête de colonne
• {\displaystyle x_{1}} la fraction molaire du composé d'intérêt dans la phase liquide en tête de colonne
• {\displaystyle H_{n}^{V}} l'enthalpie de la phase vapeur en tête de colonne (J/mol)
• {\displaystyle H_{1}^{L}} l'enthalpie de la phase liquide refluée en tête de colonne (J/mol)
• {\displaystyle H_{D}^{L}} l'enthalpie du distillat condensé en tête de colonne (J/mol)
• {\displaystyle {\dot {Q}}_{C}} Puissance du condenseur (J/s). Correspond à l'énergie nécessaire pour condenser le distillat. De fait, l'enthalpie de la vapeur au niveau du bouilleur correspond bien à l'énergie fournie pour condenser le distillat auquel on ajoute l'enthalpie du distillat liquide et du liquide reflué.
Puisque le condenseur est total, l'enthalpie de la vapeur en tête de colonne correspond à l'enthalpie du distillat : {\displaystyle H_{n}^{V}=H_{D}^{V}}
L'objectif est ici de déterminer la position du couple {\displaystyle (x_{D},H'_{D})}. Tout d'abord, on substitue l'expression de {\displaystyle V_{n}} dans les bilans molaires et enthalpiques afin de faire apparaitre le taux de reflux {\displaystyle R} : 
{\displaystyle {\begin{cases}(L_{1}+D)y_{n}=L_{1}x_{1}+Dx_{D}\leftrightarrow {\frac {L_{1}}{D}}={\frac {x_{D}-y_{n}}{y_{n}-x_{1}}}\\(L_{1}+D)H_{D}^{V}=L_{1}H_{1}^{L}+D\left(H_{D}^{L}+{\frac {{\dot {Q}}_{C}}{D}}\right)=L_{1}H_{1}^{L}+DH'_{D}\leftrightarrow {\frac {L_{1}}{D}}={\frac {H'_{D}-H_{D}^{V}}{H_{D}^{V}-H_{1}^{L}}}\end{cases}}}
On note {\displaystyle \Delta H_{D}=H_{D}^{V}-H_{D}^{L}} et {\displaystyle R={\frac {L_{1}}{D}}} le taux de reflux. La valeur de {\displaystyle \Delta H_{D}} est mesurée graphiquement sur le diagramme de Ponchon-Savarit et correspond à la différence d'enthalpie entre les courbes du liquide et de la vapeur saturée pour la composition {\displaystyle x_{D}} et le taux de reflux {\displaystyle R} est supposé connu. Par ailleurs, le liquide reflué et le distillat on la même composition et la même température (au niveau du condenseur), donc {\displaystyle H_{1}^{L}=H_{D}^{L}} On peut de ce fait déterminer la position du couple {\displaystyle (x_{D},H_{D})} : 
{\displaystyle {\frac {L_{1}}{D}}=R={\frac {H'_{D}-H_{D}^{V}}{H_{D}^{V}-H_{D}^{L}}}\leftrightarrow H_{D}^{L}=H_{D}^{V}+R\cdot \Delta H_{D}}
Ce bilan peut aussi être réalisé afin de déterminer la position du couple {\displaystyle (x_{B},H'_{B})}, où {\displaystyle H'_{B}} tient compte de la puissance du bouilleur. Attention cependant, bien que le condenseur soit souvent total, le bouilleur est souvent partiel.

### Détermination de la courbe opératoire
La courbe opératoire relie les deux pôles de construction, en enrichissement et en appauvrissement. Cette courbe passe nécessairement par l'alimentation {\displaystyle F}. Démontrons que les points {\displaystyle (x_{B},H'_{B}),(x_{F},H_{F}){\text{ et }}(x_{D},H'_{D})} sont alignés sur une même droite. Soit {\displaystyle F} le débit molaire d'alimentation, {\displaystyle B} le débit molaire au niveau du bouilleur et {\displaystyle D} le débit molaire de distillat.
{\displaystyle {\begin{cases}F=B+D\\Fx_{F}=Bx_{B}+Dx_{D}\\FH_{F}=BH'_{B}+DH'_{D}\end{cases}}}
De la même manière que pour le bilan sur le condenseur, on substitue le débit d'alimentation par son expression dans les bilans molaire et enthalpiques, puis on exprime le ratio {\displaystyle {\frac {B}{D}}} de deux manière différentes : 
{\displaystyle {\begin{cases}(B+D)x_{F}=Bx_{B}+Dx_{D}\leftrightarrow {\frac {B}{D}}={\frac {x_{D}-x_{F}}{x_{F}-x_{B}}}\\(B+D)H_{F}=BH'_{B}+DH'_{D}\leftrightarrow {\frac {B}{D}}={\frac {H'_{D}-H_{F}}{H_{F}-H'_{B}}}\end{cases}}}
De fait,
{\displaystyle {\frac {x_{D}-x_{F}}{x_{F}-x_{B}}}={\frac {H'_{D}-H_{F}}{H_{F}-H'_{B}}}\leftrightarrow {\frac {x_{D}-x_{F}}{H'_{D}-H_{F}}}={\frac {x_{F}-x_{B}}{H_{F}-H'_{B}}}}
Les points {\displaystyle (x_{B},H'_{B}),(x_{F},H_{F}){\text{ et }}(x_{D},H'_{D})} sont donc bien alignés sur une même droite de pente {\displaystyle {\frac {H'_{D}}{x_{D}-x_{B}}}} .

### Utilisation et couplage avec la méthode de McCabe-Thiele
Cette méthode peut être couplée avec la méthode graphique de McCabe-Thiele pour déterminer le nombre d'étages théoriques : 

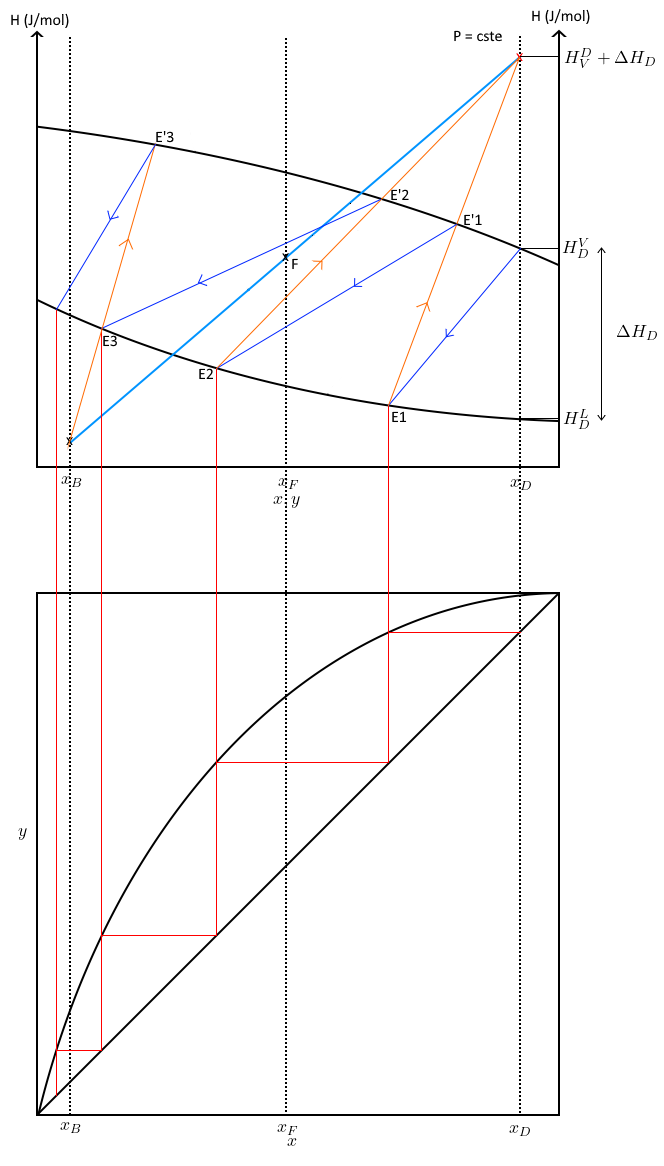
Couplage Ponchon-Savarit / McCabe-Thiele.

Comme précédemment, la courbe bleue claire désigne la droite opératoire reliant les points {\displaystyle (x_{B},H'_{B}),(x_{F},H_{F}){\text{ et }}(x_{D},H'_{D})}. Les droites oranges sont des droites de constructions et les droites bleues foncées correspondent aux étages théoriques. Ce sont des isothermes. Pour construire les droites oranges et bleu foncées, nous utilisons le diagramme d'équilibre {\displaystyle (x,y)} de McCabe et Thiele; en effet, la courbe d'équilibre de McCabe-Thiele nous donne la composition du liquide en équilibre avec une phase gaz de composition donnée. De fait, cela nous donne aussi l'enthalpie du liquide en équilibre avec la phase gaz, qui est la courbe noire inférieure du diagramme de Ponchon-Savarit.
Le point d'intersection {\displaystyle E_{1}} représente le premier équilibre à l'étage le plus supérieur. Afin de retrouver l'enthalpie de la vapeur associée, on utilise une droite de construction reliant ce point d'équilibre au pôle de construction d'enrichissement (le point {\displaystyle (x_{D},H_{D}^{V}+\Delta H_{D})}.
On retourne ensuite sur le diagramme de McCabe-Thiele pour continuer la construction en escalier. On reporte la valeur du nouvel équilibre liquide/vapeur sur la courbe de rosée du diagramme de Ponchon-Savarit ({\displaystyle E_{2}}) , et on traduit cet équilibre par une nouvelle droite bleue foncée entre ce nouvel équilibre et {\displaystyle E'_{1}}. On relit ensuite {\displaystyle E_{2}} au pôle de construction d'enrichissement par une droite qui coupe la courbe d'ébullition en {\displaystyle E'_{2}}.
On retourne ensuite sur le diagramme de McCabe-Thiele pour continuer la construction en escalier. Cette fois, le nouveau point d'équilibre nous donne une composition en liquide inférieure à celle de l'alimentation. On reporte ce point sur le diagramme enthalpique de Ponchon-Savarit, qui nous donne le point {\displaystyle E_{3}}, en équilibre avec la vapeur du point {\displaystyle E'_{2}}. Néanmoins, cette fois-ci, pour obtenir le point {\displaystyle E'_{3}}, il faudra utiliser le pôle d'appauvrissement et non plus le pôle d'enrichissement; la pente des isothermes d'équilibre va alors se raidir. (Dans la zone d'enrichissement, les pentes des isothermes (bleues foncées) s'écrasent tandis que dans la zone d'appauvrissement elles se redressent).
On continue cette construction jusqu'à obtenir une composition en liquide inférieure à celle dans le bouilleur, puis l'on compte le nombre d'étages théoriques (d'isothermes). Ici, il y en a environ 3.9.